# Jack Pratt
Jack Pratt, nato John H. Pratt (Nuovo Brunswick, 12 gennaio 1878 – Los Angeles, 24 dicembre 1938), è stato un attore, regista e sceneggiatore canadese che lavorò a Hollywood all'epoca del cinema muto.
Iniziò a lavorare come attore e, in una ventina d'anni, recitò in quasi quaranta film. Passò anche dietro alla macchina da presa: si contano diciotto titoli che portano la sua firma. Saltuariamente, fece anche lo sceneggiatore per almeno due film.

## Filmografia

### Attore
- Billy in Armor - cortometraggio (1913)
- Below the Deadline - cortometraggio (1913)
- Victory, regia di J. Parker Read Jr. (1913)
- The Little Pirate - cortometraggio (1913)
- Runa Plays Cupid - cortometraggio (1913)
- For the Sins of Another, regia di William Robert Daly - cortometraggio (1913)
- Soldiers of Fortune, regia di William F. Haddock (1914)
- Dan, regia di George Irving e John H. Pratt (1914)
- The Third Generation, regia di Henry Kolker (1920)
- Bright Skies, regia di Henry Kolker (1920)
- Heart of Twenty, regia di Henry Kolker (1920)
- The Little Wanderer, regia di Howard M. Mitchell (1920)
- Roman Candles, regia di Jack Pratt (1920)
- Hush, regia di Harry Garson (1921)
- Back to Yellow Jacket, regia di Ben F. Wilson (1922)
- The Price of Youth, regia di Ben F. Wilson - cortometraggio (1922)
- The Lone Hand, regia di B. Reeves Eason (1922)
- The Iron Man, regia di Jay Marchant (1924)
- The Western Wallop, regia di Clifford Smith (1924)
- Daring Chances, regia di Clifford Smith (1924)
- The Sign of the Cactus, regia di Clifford Smith (1925)
- A Roaring Adventure, regia di Clifford Smith (1925)
- Ridin' Thunder, regia di Clifford Smith (1925)
- The Red Rider, regia di Clifford Smith (1925)
- The Ace of Spades, regia di Henry MacRae (1925)
- The Wild Horse Stampede, regia di Clifford Smith (1926)
- The House Without a Key, regia di Spencer Gordon Bennet (1926)
- Rough and Ready, regia di Albert S. Rogell (192)
- The Western Whirlwind, regia di Albert S. Rogell (1927)
- Hawk of the Hills, regia di Spencer Gordon Bennet - serial (1927)
- Wild Beauty, regia di Henry MacRae (1927)
- A Made-To-Order Hero, regia di Edgar Lewis - mediometraggio (1927)
- Problemi di cuore (Heart Trouble), regia di Harry Langdon e Arthur Ripley (1928)
- Hawk of the Hills, regia di Spencer Gordon Bennet (1929)
- Il canto del deserto (The Desert Song), regia di Roy Del Ruth (1929)
- Between Fighting Men, regia di Forrest Sheldon (1932)
- King Kong, regia di Merian C. Cooper e Ernest B. Schoedsack (1933)

### Regista
- The Jungle, co-regia di George Irving e Augustus Thomas (1914)
- Dan, co-regia di George Irving (1914)
- Shore Acres (1914)
- The Girl from Alaska (1915)
- Garden of Lies (1915)
- The Rights of Man: A Story of War's Red Blotch (1915)
- A Man's Making (1915)
- The Gods of Fate (1916)
- Her Bleeding Heart (1916)
- Love's Toll (1916)
- Loyalty (1917)
- Who Knows? (1917)
- Humility (1918)
- Roman Candles (1920)
- The Woman Untamed (1920)
- The Heart of a Woman (1920)
- Night Life in Hollywood, co-regia di John Frederick Caldwell (1922)
- The Rip-Tide (1923)